# Cycloramphus catarinensis
Espèce
Statut de conservation UICN

 DD  : Données insuffisantes
Cycloramphus catarinensis est une espèce d'amphibiens de la famille des Cycloramphidae.

## Distribution
Cette espèce est endémique de l'État de Santa Catarina au Brésil. Elle se rencontre à Águas Mornas et sur l'île de Santa Catarina, entre 300 et 500 m d'altitude.

## Description
Les mâles mesurent jusqu'à 39,2 mm.

## Étymologie
Son nom d'espèce, composé de catarin[a] et du suffixe latin -ensis, « qui vit dans, qui habite », lui a été donné en référence au lieu de sa découverte.

## Publication originale
- Heyer, 1983 : Variation and systematics of frogs of the genus Cycloramphus (Amphibia, Leptodactylidae). Arquivos de Zoologia, São Paulo, vol. 30, no 4, p. 235–339 (texte intégral).